# Гомобіметалічний комплекс

Гомобіметалічний комплекс

Гомобіметалічний комплекс (рос. гомобиметаллический комплекс, англ. homobimetallic complex) — хімічна сполука, яка має два однакові металічні центри, наприклад, два атоми Со. При цьому не обов'язково, щоб при них були однакові координаційні числа чи ліганди, хоча найчастіше зустрічаються саме симетричні димери.